# Grauzone
Grauzone (in tedesco "Area grigia") è stato un gruppo svizzero attivo fra il 1978 e il 1982.

## Storia
I Grauzone hanno raggiunto il successo nel 1981 con il singolo Eisbær ("Orso Polare"). Il brano raggiunge il dodicesimo posto in classifica in Germania a il sesto in Austria.
Stephan Eicher più tardi ha proseguito la carriera solista con suo fratello Martin Eicher lavorando come DJ molto attivo nella scena techno. Del gruppo ha fatto parte anche Marco Repetto che ha successivamente proseguito la carriera come dj techno.

## Formazione
- Stephan Eicher: chitarra, voce, sintetizzatore
- Martin Eicher: chitarra, voce, sintetizzatore
- Marco Repetto: batteria
- Ingrid Berney: basso
- Claudine Chirac: sassofono (1981)
- G.T.: basso (fino al 1981)

## Discografia

### Album
- 1981 - Grauzone (Off Course Records, LP, CD)

### Raccolte
- 1998 - Die Sunrise Tapes (Play It Again Sam Records, CD)
- 2010 - Grauzone 1980-1982 Remastered (mital-U, 2CD)

### Singoli
- 1981 - Eisbær/Ich lieb sie (Welt-Rekord, 7")
- 1981 - Eisbær/Ich lieb sie/Film 2 (Welt-Rekord, 12")
- 1981 - Moskau/Ein Tanz mit dem Tod/Ich lieb sie (Off Course Records, 7")
- 1982 - Träume mit mir/Wütendes Glas (Off Course Records, 7")
- 1982 - Träume mit mir/Ich und du/Wütendes Glas (Off Course Records, 7", 12")
- 1995 - Eisbær/Hinter Den Bergen/Film 2/Der Weg Zu Zweit (Basic Mix, 12")